# Sergi López
Sergi López Ayats (Villanueva y Geltrú, Barcelona, 22 de diciembre de 1965) es un actor español. Ha participado en películas de renombre como Solo mía, Pan negro o El laberinto del fauno.

## Biografía
Dio sus primeros pasos como actor en el teatro amateur, tras dejar los estudios a los dieciséis años. Estudió interpretación en la École internationale de théâtre et mouvement, de París. 
Tuvo una tardía iniciación en el mundo del cine. Fue en 1991 cuando decidió presentarse en Francia a su primer casting, para trabajar en la película, La Petite amie d'Antoni, del director Manuel Poirier, su descubridor para el cine y con el que ya ha rodado nueve películas. Después vendrían otras como Western, que consiguió el premio del jurado en el festival de cine de Cannes, en 1997. Ha sido en Francia donde ha desarrollado la mayor parte de su carrera, obteniendo un gran reconocimiento internacional, que le llegó a valer, en 2000, el premio al mejor actor europeo por su interpretación en Harry, un amigo que os quiere.
En 1997, ya con 32 años, rodó su primera película en catalán (Caricies, de Ventura Pons), que también se tradujo al castellano y se emitió en el resto de España. Desde entonces ha alternado trabajos en ambas lenguas. 
Su siguiente incursión en el cine español fue junto a Javier Bardem y Victoria Abril en Entre las piernas, y en Lisboa, junto Carmen Maura y el actor argentino Federico Luppi.
Tras el éxito internacional de Harry, un amigo que os quiere, le siguieron el de Una relación privada en Venecia, El cielo abierto, Sólo mía, una aclamadísima película sobre la violencia de género que protagonizó junto a Paz Vega, y la multipremiada El laberinto del fauno, de Guillermo del Toro, donde su interpretación del villano Vidal le hizo acreedor de diversos premios.
El 2008 ha sido uno de sus años más productivos, participando en seis películas. La más reciente, Mapa de los sonidos de Tokio, de Isabel Coixet, ha sido estrenada en Cannes, en 2009.
En teatro creó junto con su compañero de estudios de la École Jacques Lecoq de París, Jorge Picó, el espectáculo Non Solum que fue premio Max al mejor autor de teatro en catalán en el año 2010. Su última creación juntos ha sido 30/40 Livingstone.
En lo político, es declarado su apoyo al independentismo catalán de izquierda, apoyando públicamente a la CUP de cara a las elecciones al Parlamento de Cataluña del 25 de noviembre de 2012. En las elecciones catalanas del 27 de septiembre de 2015 también pidió el voto para la formación independentista.

## Filmografía
- 2025 Sirat de Óliver Laxe
- 2021 Mediterráneo de Marcel Barrena
- 2020 La vampira de Barcelona de Lluís Danés
- 2020 Rifkin's Festival de Woody Allen
- 2020 La boda de Rosa de Icíar Bollaín
- 2019 La inocencia de Lucía Alemany
- 2018 Lazzaro feliz de Alice Rohrwacher
- 2016 Quatretondeta de Pol Rodríguez
- 2015 Segundo origen de Carles Porta
- 2015 Un día perfecto de Fernando León de Aranoa
- 2014 El niño de Daniel Monzón
- 2013 Ismael de Marcelo Piñeyro
- 2011 El monje de Dominik Moll.
- 2010 Pan negro de Agustí Villaronga.
- 2010 Potiche de François Ozon.
- 2009 Les derniers jours du monde de Arnaud Larrieu, Jean-Marie Larrieu.
- 2009 Petit Indi de Marc Recha.
- 2009 Partir de Catherine Corsini.
- 2009 Parc de Arnaud des Pallières.
- 2009 Ricky de François Ozon.
- 2009 Mapa de los sonidos de Tokio de Isabel Coixet.
- 2007 La Maison de Manuel Poirier.
- 2006 El laberinto del fauno, de Guillermo del Toro.
- 2005 Pintar o hacer el amor (Peindre ou faire l'amour) de Arnaud Larrieu y Jean Marie Larrieu.
- 2005 Las palabras azules (Les Mots Bleus) de Alain Corneau.
- 2004 Caminos cruzados (Chemins de traverse), de Manuel Poirier.
- 2003 Janis y John (Janis et John), de Samuel Benchetrit.
- 2003 Rencontre avec le dragon, de Hélène Angel.
- 2003 Un petit service, de Antoine Pereniguez.
- 2002 Negocios ocultos (Dirty Pretty Things), de Stephen Frears.
- 2002 Filles perdues, cheveux gras, de Claude Duty.
- 2002 Jet lag (Jet Lag (Décalage horaire)), de Danièle Thompson.
- 2002 La curva de la felicidad (Les femmes... ou les enfants d'abord), de Manuel Poirier.
- 2001 Reines d'un jour, de Marion Vernoux.
- 2001 Le lait de le tendresse humaine, de Dominique Cabrera.
- 2001 Te quiero, de Manuel Poirier.
- 2001 Hombres felices, de Roberto Santiago.
- 2001 Sólo mía, de Javier Balaguer.
- 2000 El cielo abierto, de Miguel Albaladejo.
- 1999 Lisboa, de Antonio Hernández Núñez.
- 1999 Morir (o no), de Ventura Pons.
- 1999 Rien à faire, de Marion Vernoux.
- 1999 Arde, amor, de Raúl Veiga.
- 1999 Una relación privada (Une liaison pornographique), de Frédérique Fonteyne.
- 1999 Ataque verbal, de Miguel Albaladejo.
- 1999 Harry, un amigo que os quiere (Harry, un ami qui vous veut du bien), de Dominik Moll.
- 1998 Arde, amor, de Raúl Veiga.
- 1998 Entre las piernas, de Manuel Gómez Pereira.
- 1998 La nueva Eva (La nouvelle Ève), de Catherine Corsini.
- 1997 La hora del silencio (Toreros, la capital du monde), de Eric Barbier.
- 1997 Marion, de Manuel Poirier.
- 1997 Western, de Manuel Poirier.
- 1997 Caricias (Carícies), de Ventura Pons.
- 1995 Attention fragile, de Manuel Poirier.
- 1994 La punta de las víboras de Jesús Franco.
- 1994 À la campagne, de Manuel Poirier.
- 1992 La petite amie d'Antonio, de Manuel Poirier.

Teatro
- 1988 "Brams o la komedia de los herrores" de Toni Albà y Sergi López.
- 2005 "Non Solum" de Sergi López y Jorge Picó.
- 2011 "30/40 Livingstone" de Sergi López y Jorge Picó.

## Premios y candidaturas

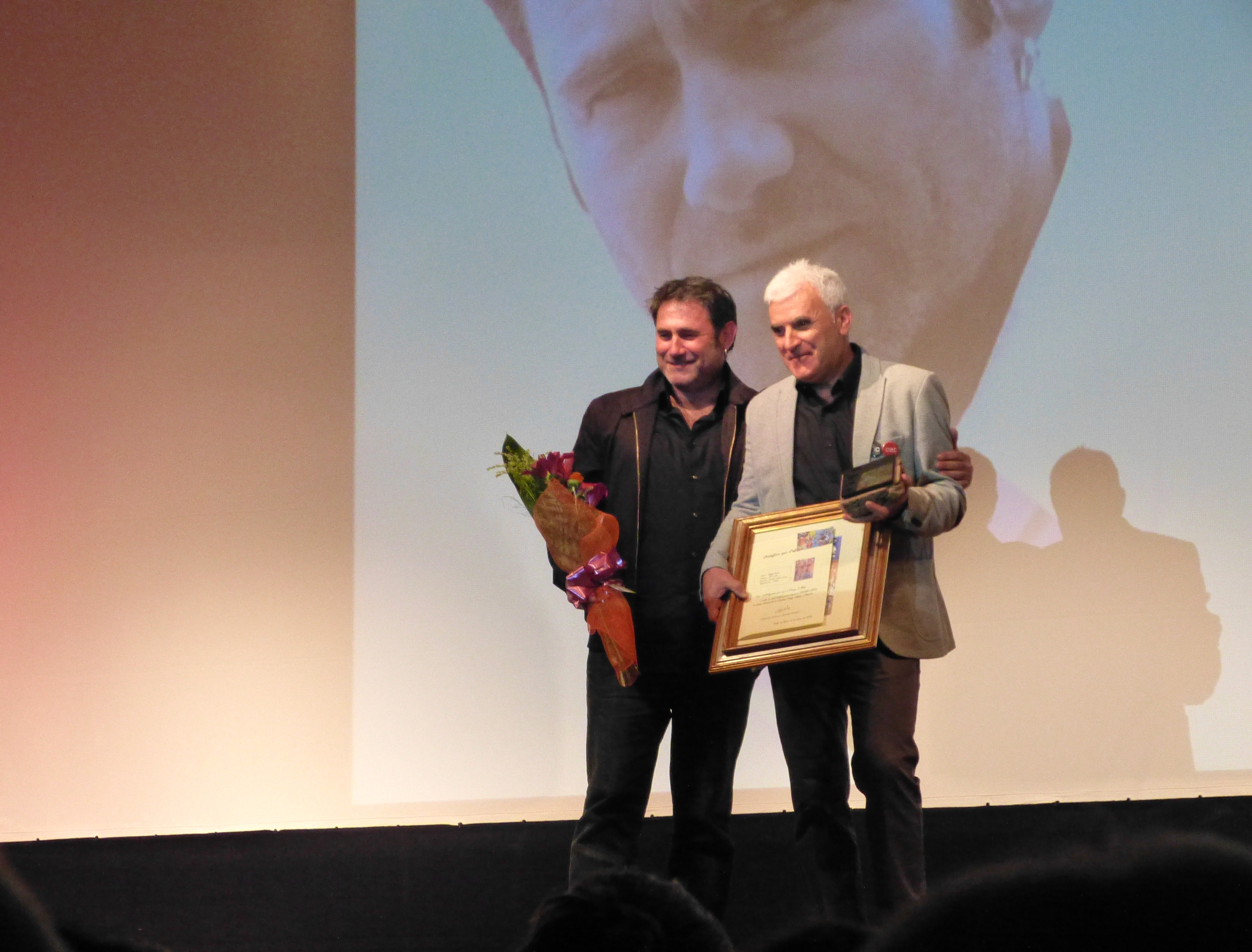
Con el presentador de la 6.ª ed. del Festival Internacional del Cine en Catalán (fic-cat).

Premios del Cine Europeo
| Año  | Categoría           | Película                      | Resultado |
| ---- | ------------------- | ----------------------------- | --------- |
| 2000 | Mejor actor europeo | Harry, un amigo que os quiere | Ganador   |

Premios César
| Año  | Categoría   | Película                      | Resultado |
| ---- | ----------- | ----------------------------- | --------- |
| 2001 | Mejor actor | Harry, un amigo que os quiere | Ganador   |

Fotogramas de Plata
| Año  | Categoría           | Película                                             | Resultado |
| ---- | ------------------- | ---------------------------------------------------- | --------- |
| 2001 | Mejor actor de cine | Arde, amor El cielo abierto Hombres felices Sólo mía | Ganador   |
| 2006 | Mejor actor de cine | El laberinto del fauno                               | Nominado  |

Medallas del Círculo de Escritores Cinematográficos
| Año  | Categoría              | Película               | Resultado |
| ---- | ---------------------- | ---------------------- | --------- |
| 2001 | Mejor actor            | El cielo abierto       | Ganador   |
| 2006 | Mejor actor secundario | Ismael                 | Nominado  |
| 2013 | Mejor actor            | El laberinto del fauno | Nominado  |
| 2020 | Mejor actor            | La boda de Rosa        | Nominado  |

Premios Goya
| Año  | Categoría                                   | Película               | Resultado |
| ---- | ------------------------------------------- | ---------------------- | --------- |
| 2001 | Mejor interpretación masculina protagonista | Sólo mía               | Nominado  |
| 2006 | Mejor interpretación masculina protagonista | El laberinto del fauno | Nominado  |
| 2010 | Mejor interpretación masculina de reparto   | Pan negro              | Nominado  |
| 2021 | Mejor interpretación masculina de reparto   | La boda de Rosa        | Nominado  |

Unión de Actores
| Año  | Categoría                        | Película               | Resultado |
| ---- | -------------------------------- | ---------------------- | --------- |
| 2006 | Mejor actor protagonista de cine | El laberinto del fauno | Nominado  |

Festival Internacional de Cine de Venecia
| Año  | Categoría                    | Película             | Resultado |
| ---- | ---------------------------- | -------------------- | --------- |
| 1999 | Premio Pasinetti-Mejor actor | Una relación privada | Ganador   |